# Кошкар (озеро, Тимирязевский район)
Кошкар (каз. Қошқар) — озеро в Тимирязевском районе Северо-Казахстанской области Казахстана. Находится возле села Дружба в 6 км к юго-западу от села Дмитриевка.
По данным топографической съёмки 1940-х годов, площадь поверхности озера составляет 2,17 км². Наибольшая длина озера — 2,8 км, наибольшая ширина — 1,1 км. Длина береговой линии составляет 6,4 км, развитие береговой линии — 1,19. Озеро расположено на высоте 164,6 м над уровнем моря.